# مایومبا، گابن
مایومبا، گابن (به لاتین: Mayumba, Gabon) یک شهر در گابن است که در Nyanga Province واقع شده‌است.

## خصوصیات
مایومبا ۲٬۵۰۰ نفر جمعیت دارد.